# Rumex bucephalophorus
Il romice testa di bue (Rumex bucephalophorus L.) è una pianta annuale appartenente alla famiglia delle Poligonacee.

## Descrizione
È una pianta erbacea con fusto eretto che può raggiungere i 30 cm di altezza. Le foglie, presenti in autunno e in inverno, sono di due tipi: quelle basali sono lanceolate od ovate e lunghe circa 3 cm; quelle cauline sono lineari e più corte. I fiori, non vistosi, sono portati al termine di infiorescenze racemose, riuniti in gruppi di 2-3; il periodo di fioritura va da febbraio a maggio. Il frutto è un diclesio.

## Distribuzione e habitat
La pianta è diffusa in tutto il bacino del Mediterraneo e in Macaronesia. In Italia è possibile trovarla nelle regioni meridionali e centrali, oltre che nelle isole, sui terreni sabbiosi degli habitat costieri.